# 肯德爾河 (尼爾斯河支流)
51°41′22″N 6°01′42″E / 51.689532°N 6.028404°E

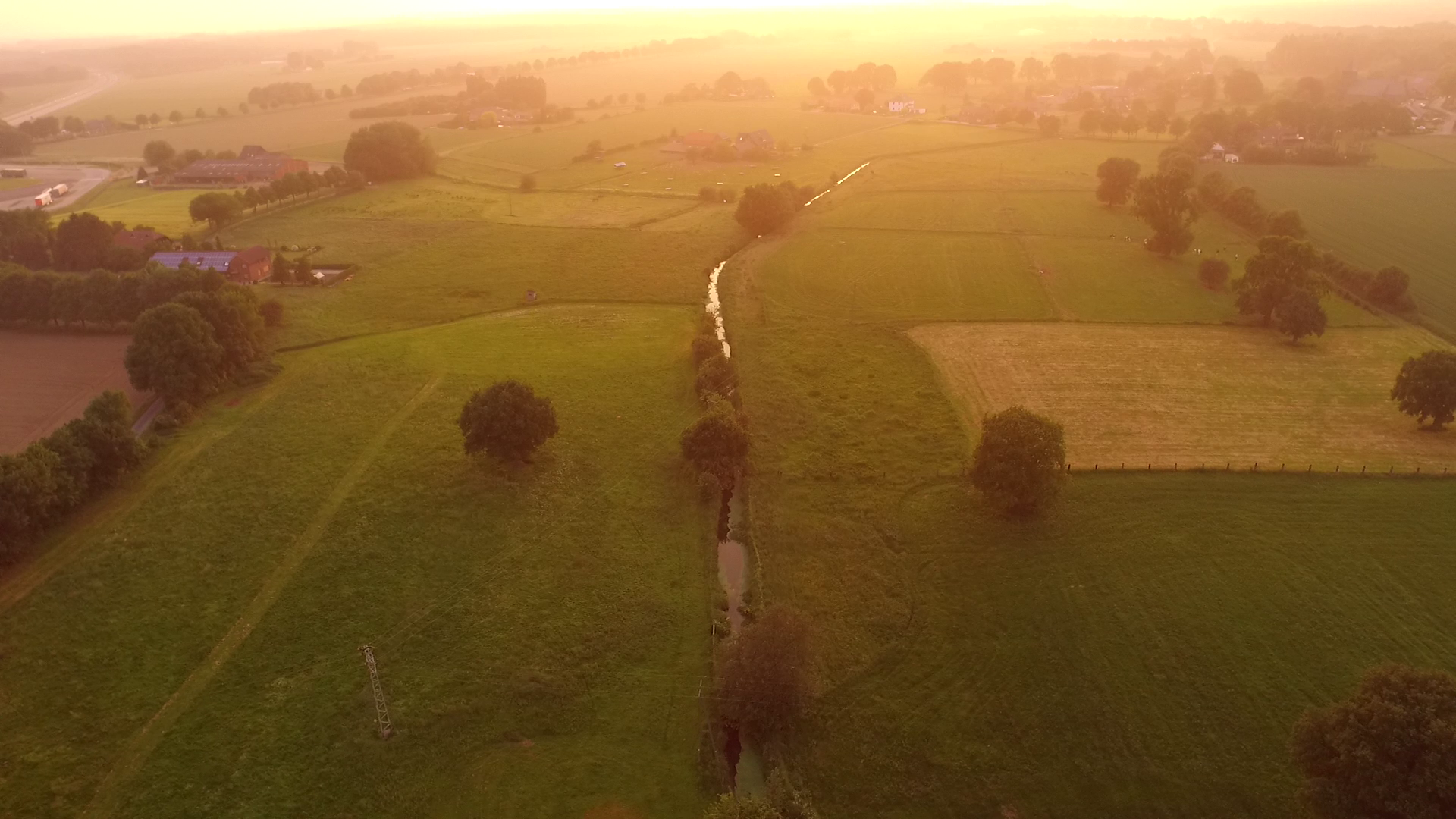

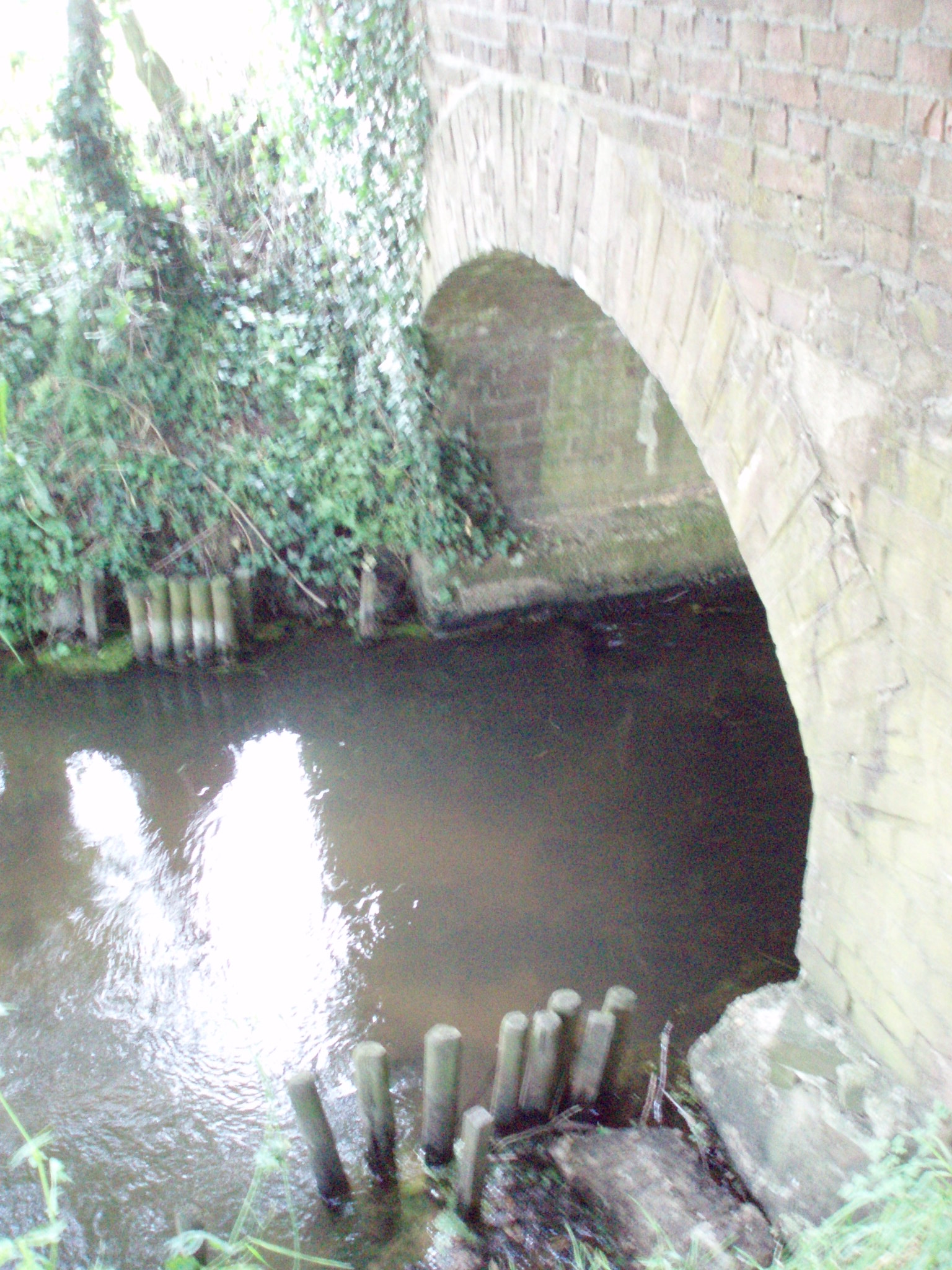

肯德爾河（德語：Kendel），是德國的河流，位於該國西部，處於北萊茵-威斯特法倫州，屬於尼爾斯河的支流，河道全長24.9公里，流域面積24.8平方公里。